# Grande Mosquée de Bruxelles
La Grande Mosquée de Bruxelles (en néerlandais : Grote Moskee van Brussel) ou la mosquée du Cinquantenaire est un lieu de culte musulman situé dans le parc du Cinquantenaire à Bruxelles. Construite en 1897 comme une attraction d'exposition, elle est transformée en lieu de culte musulman en 1978 par l'Arabie saoudite qui la gère pendant quarante années. D'avril 2019 à juin 2023, elle est dirigée par l'Exécutif des musulmans de Belgique, proche de l'administration marocaine. Elle n'est plus la mosquée la plus importante de Bruxelles, ni en superficie, ni en nombre de fidèles, ni en influence.

## Histoire

### Le pavillon oriental ou panorama du Caire de 1897
Le parc du Cinquantenaire est fondé à l’occasion du 50e anniversaire de l’indépendance de la Belgique en 1880. Sont alors construits l’arc de triomphe, ainsi que les bâtiments du musée royal de l'Armée et de l'Histoire militaire et des musées royaux d'Art et d'Histoire de Bruxelles.
Le pavillon oriental de l'exposition internationale de Bruxelles de 1897 est construit aux frais du comte Louis Cavens par l'architecte Ernest Van Humbeeck dans un style mauresque,,. Il est destiné à abriter la toile panoramique circulaire monumentale intitulée Le Caire et les rives du Nil conçue par Émile Wauters, qui remporte un important succès. Dès 1901, le bâtiment et son panorama sont dégradés. Le peintre Alfred Bastien y effectue une première restauration en 1923, puis une seconde en 1950, à la suite des dommages causés à la verrière lors de la guerre. L'attraction est fermée en 1963.

### La grande mosquée de 1978
L'État belge ne disposant pas des moyens nécessaires à l'entretien du bâtiment, abandonné, rongé par l'humidité et ouvert à tous vents, le roi Baudouin l’offre en 1967 au roi d’Arabie saoudite Faycal ben Abdelaziz Al Saoud lors de sa visite officielle en Belgique. La transaction est effectuée par un bail emphytéotique de 99 ans signé le 13 juin 1969 sous contreseing ministériel (en vertu de l'article 106 de la Constitution), afin de transformer l'édifice en lieu de culte et centre culturel pour la communauté musulmane de Belgique,.
La mosquée est restaurée et réaménagée en 1975 aux frais de l'Arabie saoudite par l’architecte tunisien Mongi Boubaker. La structure de la rotonde est conservée, ainsi que le minaret, mais l'aspect du bâtiment est largement modifié. La mosquée est classée au patrimoine de Belgique par l'arrêté du 18 novembre 1976. Elle est inaugurée en 1978 en présence de Khaled ben Abdelaziz Al Saoud et du roi Baudouin,,,,. Selon Florence Bergeaud-Blackler de l'Observatoire des fondamentalismes, la mosquée devient, dès lors, « un centre de rayonnement du wahabo-salafisme ».
Le Centre islamique et culturel de Belgique, créé à la fin des années 1950, y établit son siège en 1977. Son conseil général est principalement composé de représentant de l’Arabie saoudite, dont, selon Caroline Sägesser (docteure en histoire de l'Université libre de Bruxelles, spécialiste de la laïcité) et Corinne Torrekens (docteure en sciences politiques et sociales de l'Université libre de Bruxelles, spécialiste de l'intégration des musulmans), « la tradition wahhabite est fortement éloignée de la tradition sunnite exercée en Belgique ».
L’arrêté royal no 3695 du 28 avril 1968 approuve l’acte constitutif de la mosquée et du CIC à Bruxelles, qui a été établi de manière conforme à la loi du 25 octobre 1919 (modifiée par la loi du 6 décembre 1954) tendant à accorder la personnalité civile aux associations internationales poursuivant un but philanthropique, religieux, scientifique ou pédagogique.
La mosquée accueille en outre une école et un centre de recherche islamique dont les objectifs sont de faire connaître la foi musulmane. Le centre dispense aussi des cours d'arabe aux adultes et aux enfants,. D’autres activités tournées vers la solidarité ont lieu.

### La Grande Mosquée auXXIesiècle

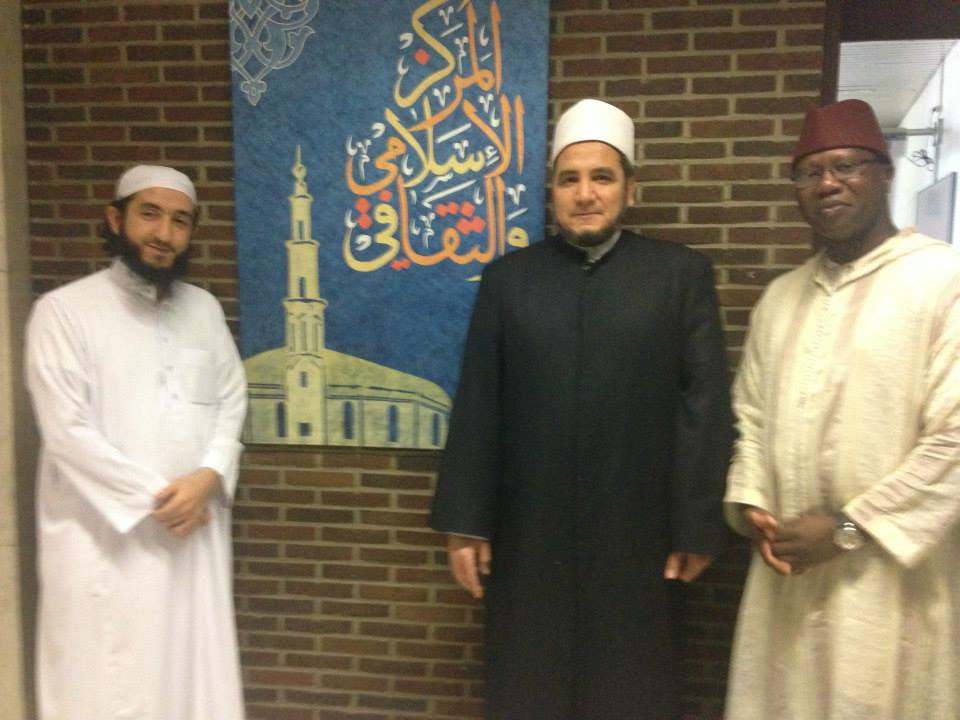
Les imams Abdelkader Dahmichi, Abdelhadi Sewif et Mouhameth Galaye Ndiaye de la Grande Mosquée en juin 2014.

À la suite des attentats du 22 mars 2016 de Bruxelles, la mosquée est l'objet de polémiques, notamment parce que plusieurs experts en radicalisme, notamment l'islamologue Michaël Privot, la considèrent comme un foyer d'introduction du salafisme en Belgique,. Commentant les premiers résultats de la commission parlementaire d'enquête sur les attentats de Bruxelles du 22 mars, le député Georges Dallemagne estime que « quand on lit les statuts de l’a.s.b.l. qui gère la Grande Mosquée du Cinquantenaire, dès le départ, c’est très clair, il s’agit de contrôler l’ensemble de la communauté musulmane selon les préceptes de l’islam wahhabite ». Il relève en outre que le comité de gestion de la mosquée est composé de « quatre représentants saoudiens sur huit et trois représentants de la Ligue islamique mondiale » dont les « moyens financiers colossaux » ont pour but de répandre l'islam wahhabite. Le ministre de l'Intérieur Jan Jambon explique toutefois sur la base d'un rapport de la Sûreté de l'État que l'on n'a pas constaté à la grande mosquée de Bruxelles de « grands problèmes » de radicalisation islamiste et que ce problème est imputable plutôt à Internet et à des lieux de culte clandestins.
En 2017, la Belgique souhaite expulser l'imam égyptien de la mosquée, Abdelhadi Sewif, jugé « très conservateur et dangereux pour la sécurité nationale ». Le secrétaire d'État Theo Francken fonde sa décision sur « des signaux très clairs » des services de renseignement, estimant « que c'est un homme très radicalisé, salafiste ». Le 3 octobre 2017, il annonce avoir retiré sa carte de séjour à l'imam. Cependant, les faits reprochés à l'imam restent flous et, le 28 novembre 2017, le Conseil du Contentieux des Étrangers (CCE) annule l'ordre de quitter le territoire. Il considère que « lorsque l'autorité prend une décision basée sur l'existence d'une menace pour l'ordre public, elle doit faire apparaître dans la motivation de sa décision [...] en quoi le comportement personnel de l'intéressé constitue concrètement une menace actuelle, réelle, et suffisamment grave affectant un intérêt fondamental de la société. Une telle démonstration ne peut reposer sur de simples supputations ou sur des considérations générales ».
Selon Werner de Saeger, docteur en droit et théologien notamment à l'université de Cambridge, « les enseignements orthodoxes proclamés dans la Grande mosquée concernaient un islam qui n'était en aucun cas le plus moderne ou le plus ouvert d'esprit, mais, pour les fidèles pieux, cet islam était légitime et cohérent. Son leadership était incontesté et surtout clair. La Grande mosquée ne peut guère être accusée d'avoir été une école de formation pour terroristes ».
Le 15 mars 2018, la Belgique résilie la convention emphytéotique avec le Centre islamique et culturel de Belgique, rattaché à la Ligue islamique mondiale. Le ministre de la Justice Koen Geens et d'autres dirigeants belges présentent cette décision comme un moyen de promouvoir un « islam européen » qui respecte et véhicule les traditions et valeurs de la Belgique.
Selon Nadia Fadil, sociologue et anthropologue à la KUL et spécialiste de l'islam, « Il est clair qu’après les attentats, il fallait qu’on trouve des coupables ou des précurseurs hypothétiques. On s’est ainsi acharné sur la Grande Mosquée, que l’on voyait comme le cénacle de l’Arabie saoudite et du wahhabisme en Belgique (...) ». La chercheuse a observé une « panique morale », terme utilisé en sociologie et en criminologie pour se référer à la nécessité d’identifier un coupable.

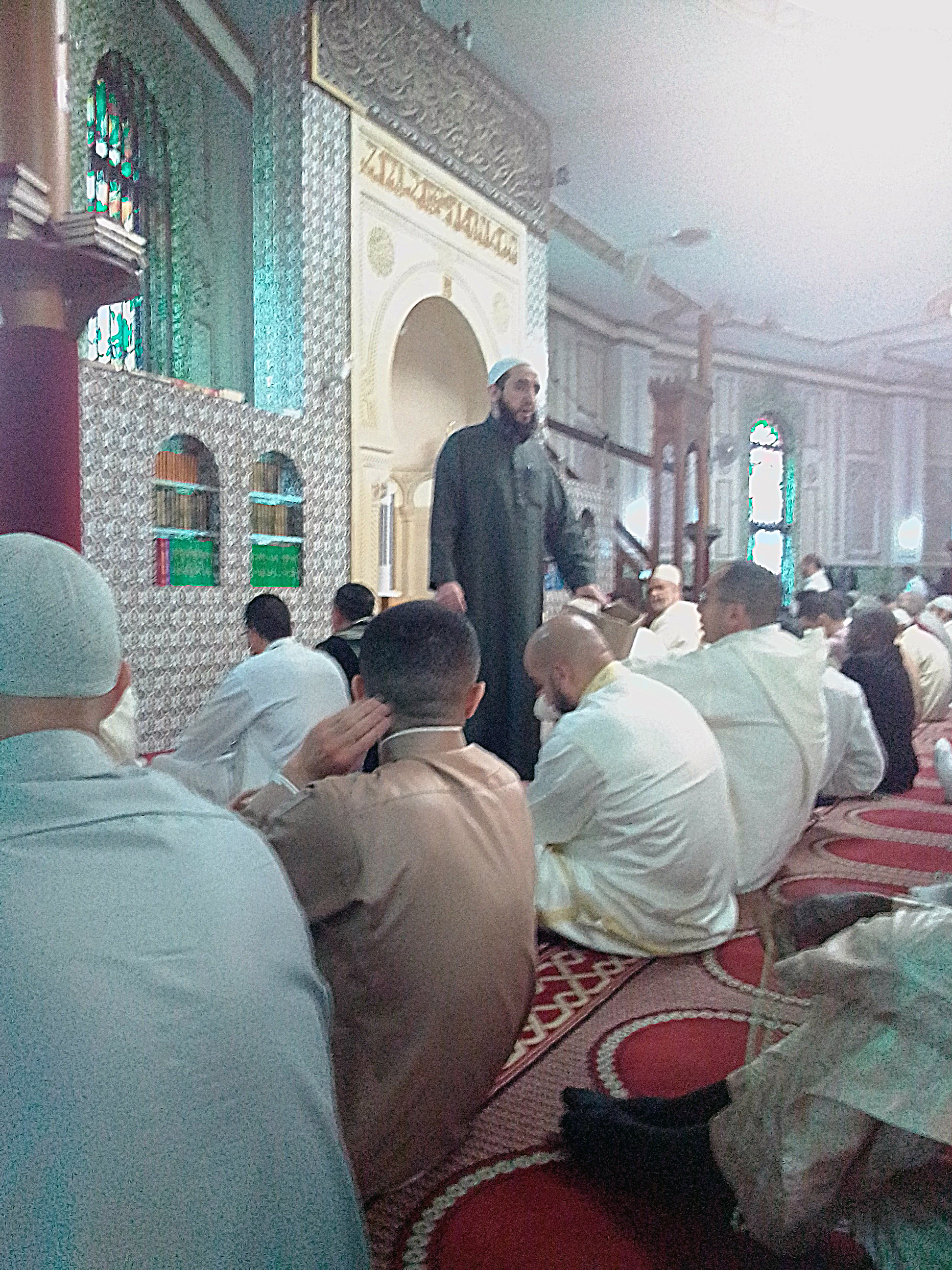
Abdelkader Dahmichi, imam, en juin 2019 à la Grande mosquée de Bruxelles. Photographie prise lors de la récolte, par les responsables de la Grande mosquée, de la zakat al fitr en argent, juste avant la prière de la fête de la rupture du jeûne (Aïd al Fitr H1440).

Le 1er avril 2019, l'Exécutif des musulmans de Belgique (EMB), proche du gouvernement marocain avec lequel la Belgique entretient de solides liens,, devient gestionnaire de la mosquée et nomme son ancien président Salah Echallaoui, lié à l'ambassade marocaine, nouveau directeur de la mosquée. Depuis, la Grande mosquée est devenue une « arène » où les influences du Maroc et de la Turquie se font concurrence, où les services de renseignement étrangers sont à l'œuvre et où il y a des désaccords constants. Selon la Sûreté de l'État, elle n'est pas assez ouverte aux fidèles belges convertis ou originaires d'autres pays. Le lieu accueille en moyenne une trentaine de fidèles pour les cinq prières quotidiennes et plusieurs centaines de personnes, voire plus d'un millier, le vendredi,. En 2020, la mosquée al Khalil des Frères musulmans, située à Molenbeek-Saint-Jean, est devenue plus importante en termes de fréquentation, d'influence et de superficie,.

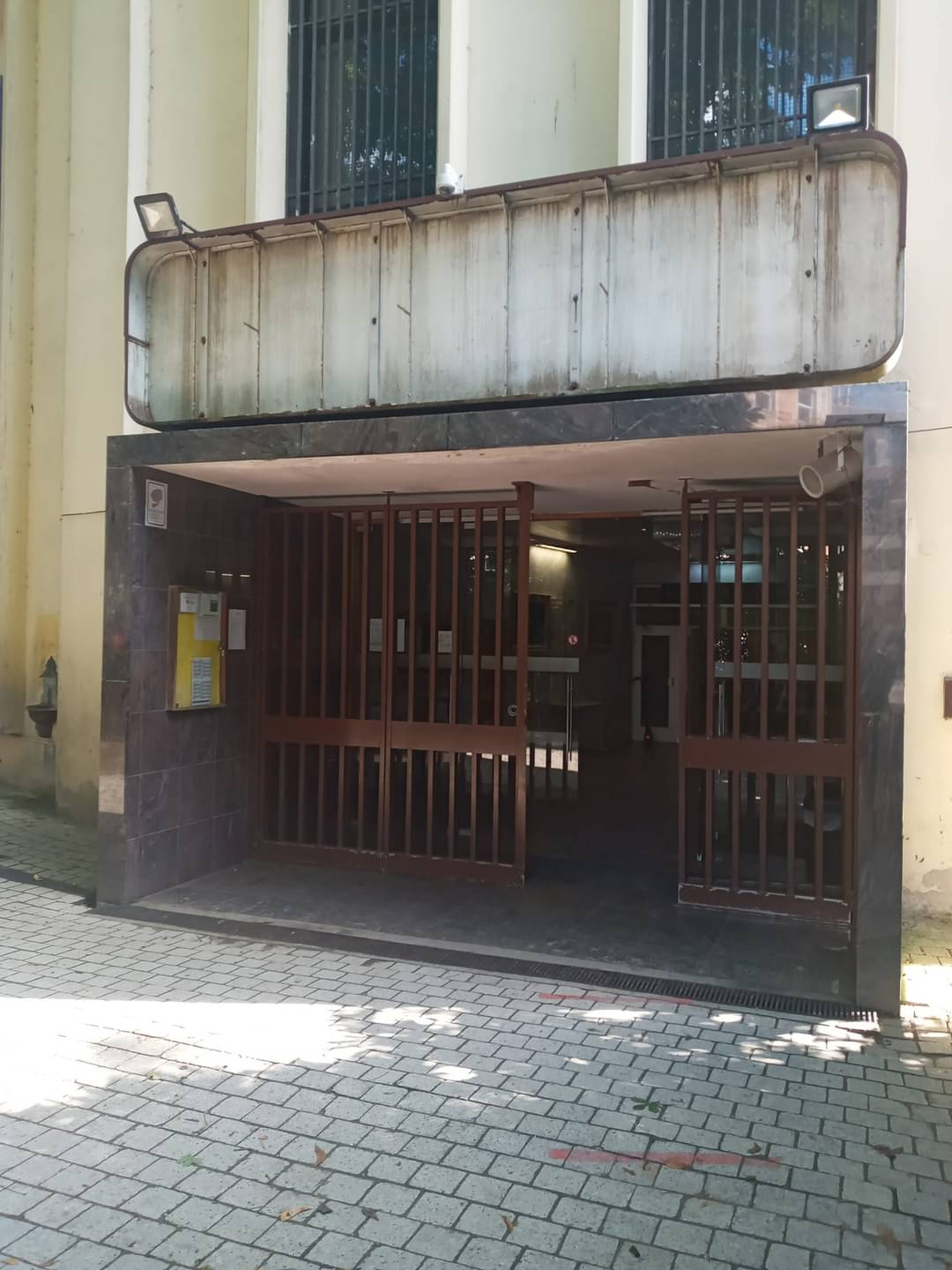
Entrée de la mosquée, en août 2022.

Le 15 décembre 2020, à la suite des pressions du nouveau ministre de la Justice et des Cultes Vincent Van Quickenborne, le directeur de la Grande mosquée Salah Echallaoui démissionne. Cependant, fin mars 2021, il apparaît qu'Echallaoui et ses partisans sont encore très actifs dans l'ombre, via une structure latérale (le CIB) qui a notamment sélectionné un nouveau directeur. Cette organisation obscure, représentative de l'« islam des ambassades », a choisi l'imam d'origine marocaine Khalid Benhaddou, connu pour être un innovateur, qui a temporairement refusé le poste de directeur de la Grande mosquée car il souhaite aussi un rôle au sein de l'Exécutif des musulmans.
En juin 2023, Vincent Van Quickenborne confie la gestion de la Grande Mosquée à un projet mené par l'islamologue Michaël Privot. De nombreux musulmans belges ont été choqués par la création de cette nouvelle organisation nommée Conseil musulman de Belgique.

## Architecture

### De la rotonde à la mosquée (1897-1978)
La rotonde, qui sera ultérieurement transformée en mosquée, est construite en brique, en marbre et en fer. Faisant 38 mètres de diamètre, elle compte seize pans ainsi que plusieurs bâtiments annexes accolés (pavillon d'entrée, vestibule, petit musée abritant Sobieski devant Vienne, toile également réalisée par Émile Wauters). Haut de 40 mètres, le minaret est surmonté par un bulbe.
Au centre de la rotonde se trouvait une tribune de trois mètres de haut dotée d'un escalier, permettant d'observer le Panorama du Caire installé sur les murs intérieurs du bâtiment.
Lors des travaux réalisés entre 1975 et 1977, avant l'inauguration de la mosquée l'année suivante, trois niveaux sont aménagés dans la grande salle de la rotonde. Des baies sont percées, encadrées par du béton qui devait initialement être recouvert de mosaïque orientale importée d'Iran, finalement laissé à nu. La décoration du minaret est simplifiée. Celle de l'intérieur du bâtiment est sobre, influencée par l'art islamique.

### Aménagement extérieur
Grand bâtiment aux murs blancs, son architecture est décrite comme étant « une alliance de conceptions traditionnelles avec une forme d’imagination créatrice »,.

### Aménagement intérieur

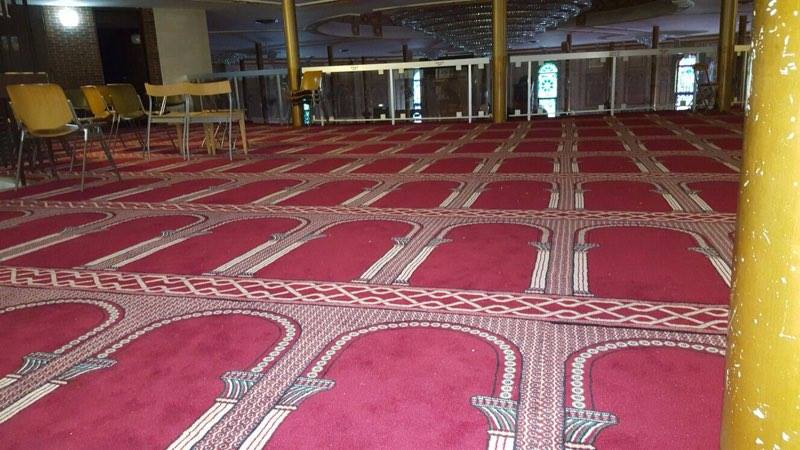
La salle de prière pour les femmes.

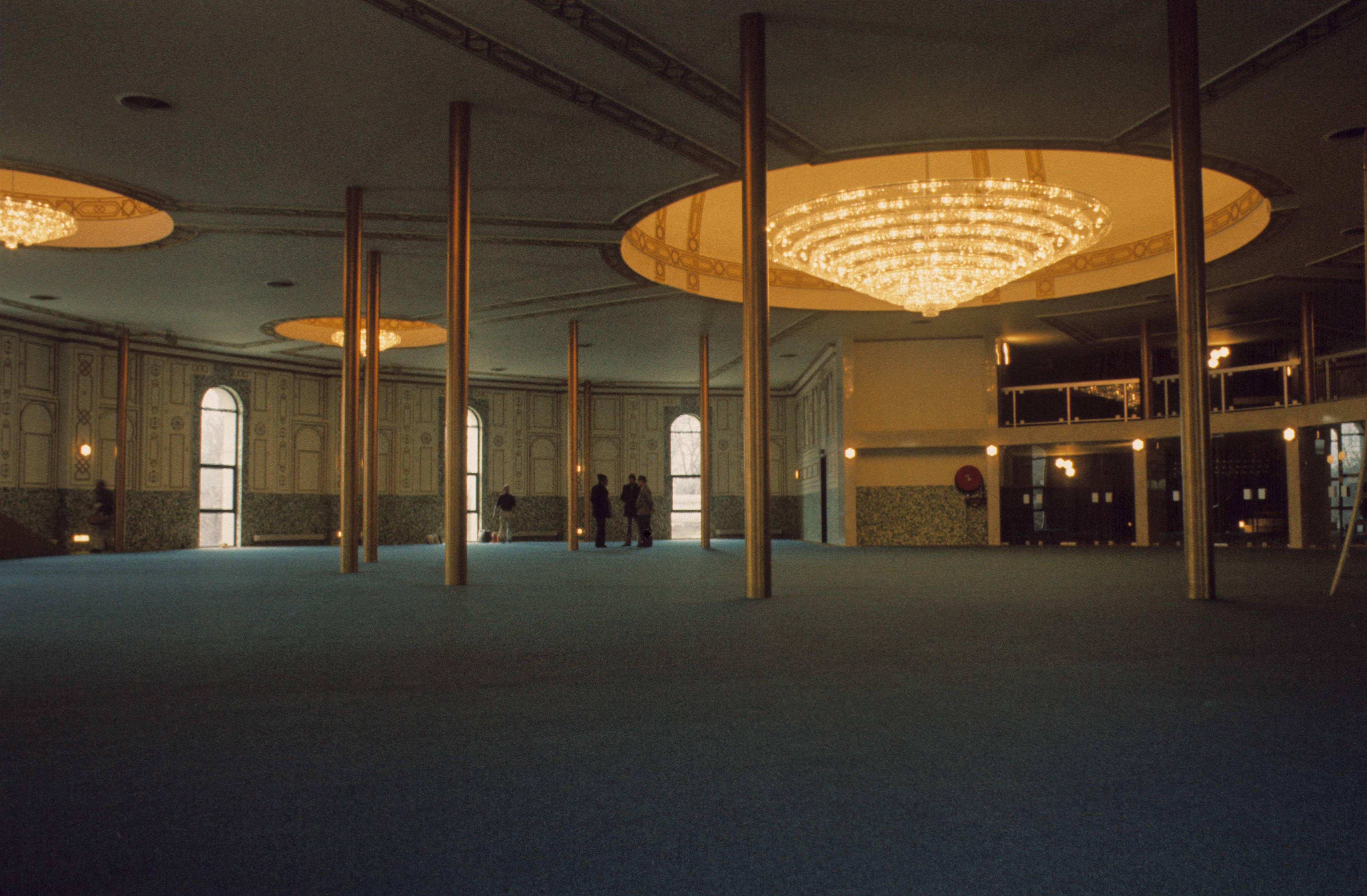
Intérieur de la mosquée du Cinquantenaire à la fin des travaux de transformation (1977).

Quatre niveaux organisent les bâtiments qui abritent la mosquée ainsi que l’emplacement du Centre islamique et culturel. On y trouve la mosquée et ses lieux de rassemblement, mais aussi, jusqu'en 2018, des salles d’études, un laboratoire de langue pour l’apprentissage de l’arabe, une bibliothèque, une salle de conférence et des locaux réservés pour les jeunes ou pour les femmes.
Au rez-de-chaussée se trouve une petite salle de prière servant à la célébration des cinq offices quotidiennes. On y trouvait aussi un bureau d’information, des salles de classe, un club de jeunes et la salle des femmes. Au premier étage se situe les locaux consacrés à l’administration et à l’étude. Au centre de cet étage se trouvait le laboratoire de langue ainsi que les salles de conférences, les salles de réunions, une bibliothèque et les bureaux d’administration du CIC. Au deuxième étage, une grande salle de prière avec une capacité d’accueil de 2 000 personnes, s’ouvrant sur une mezzanine réservée aux femmes. Le sous-sol comporte les salles d’ablution ainsi que les installations de chauffage et de climatisation.
Le roi Hassan II du Maroc a contribué à la décoration de la grande salle de prière. Il a aussi fait don d’une tribune. L’autel a, quant à lui, été offert par le gouvernement tunisien. L’Arabie saoudite a aussi grandement contribué à la transformation des bâtiments du pavillon oriental en lieu de culte. Cette grande transformation prit fin en mars 1977.

### Isolation et écologie
Le bâtiment n'est pas du tout isolé. En 2017, les responsables de l'époque présentent à la Commission royale des Monuments et Sites un projet de transformation de la mosquée afin qu'elle devienne « parmi les bâtiments les plus économes en énergie » de la Région bruxelloise « avec une empreinte carbone minimisée au maximum ». Le maître d'ouvrage promettait des prouesses énergétiques exemplaires. Avec notamment des panneaux photovoltaïques intégrés sur le dôme et la mise en place d'un système de récupération des eaux de pluie (citerne de 25 000 litres) pour les ablutions des fidèles et le nettoyage des lieux.
Les plans d'architectes ont fait l’objet d’une enquête publique, avant d’être abandonnés après le changement de direction en 2019.

### Depuis 2019
À la suite du départ de l'Arabie saoudite en mars 2019 et des tensions qui ont suivi, le bâtiment est remarqué pour son état de vétusté. La mosquée du Cinquantenaire n'est plus entretenue et semble tomber en ruine. L'humidité s'infiltre et ronge la charpente. On craint par ailleurs un effondrement. En 2025, Philippe Close, bourgmestre de la Ville de Bruxelles, fait emballer le minaret de la mosquée. Son instabilité est dangereuse pour les enfants jouant dans le parc voisin et pour les passants. Le gouvernement bruxellois a ratifié cette décision. La Régie des bâtiments, gestionnaire de l'immeuble, effectuera les travaux de stabilisation nécessaires. Les deux parties supérieures seront démontées. Le bulbe en cuivre surmonté d’une lune sera également retiré. L'intention serait de reconstruire le minaret plus tard, mais la Régie (propriétaire  du bâtiment) ne précise pas quand. La gestion du site est difficile car il regroupe de multiples acteurs cultuels, régionaux et fédéraux. Cependant, la mosquée n’est pas officiellement reconnue comme lieu de culte par la Région de Bruxelles-Capitale.

## Double assassinat en 1989
Adversaire de l'intégrisme, modéré, connu pour concilier la fermeté des préceptes religieux de l'islam sunnite et le strict respect de la législation belge, le directeur de la mosquée Abdullah al-Ahdal, Saoudien sunnite de 36 ans, est assassiné le 29 mars 1989. À ses côtés, gît le cadavre du bibliothécaire. L'attentat est revendiqué par un groupe libanais pro-iranien. Ces-mêmes terroristes avaient déjà attaqué des personnalités saoudiennes, considérées comme des « hérétiques »,,,.